# ノックエア

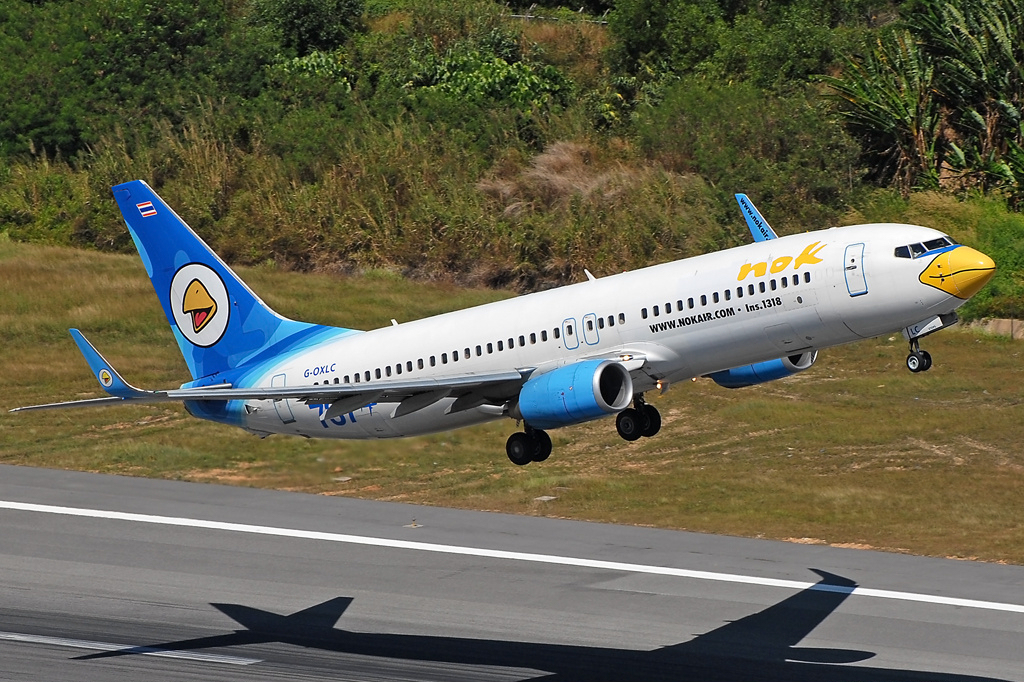
ボーイング737-800

ノックエア（Nok Air）はタイの格安航空会社。タイ国際航空が15.94%の出資をしている。
ノックとはタイ語で鳥の意味。機体の塗装も鳥を模している。

## 歴史
- 2004年2月、スカイアジア株式会社として設立された。
- 2004年7月23日、運航を開始した。
- タイ証券取引所(SET)への上場を目指し、2006年1月16日に社名を「Nok Airlines Company Limited」に変更した。
- 2007年3月25日より、バンコク発着の国内線全路線をドンムアン空港に再移転した。
- 2007年5月31日、国際線運航を開始し、インドのバンガロールに就航した。就航地は採算性の高いマカオを予定していたが、マカオ政府が難色を示したことを受け変更された[2]。
- 経営状態悪化のため、2008年6月からハノイ線を休止、7月からチェンライ、ウボンラーチャターニー、クラビー路線を休止した[3]。9月には社員を4割削減することを公表した[4]。
- 2009年11月、倒産したPBエアの路線の一部を引き継ぎ、就航都市を増やした[5]。
- 2013年12月、シンガポールの格安航空会社「スクート」と共同で中・長距離路線向けLCC「ノックスクート」を設立した[6]。
- 2016年2月、約10人のパイロットがストライキを起こし、さらに、17人のパイロットが退職し、多数の便が欠航した[7]。
- 2019年12月、日本の国土交通省から外国人国際航空運送事業の経営許可を取得、12月18日よりバンコク - 広島間に就航させた[8]。
- 2020年7月30日、新型コロナウィルス流行の最中にタイ国中央破産裁判所に破産法に基づく会社更生手続きを申請した。裁判所の管理下で再建を目指す[9]。

## サービス
預け手荷物は有料である。最前列、非常口席などは Nok Premium Seat とされており、事前座席指定は有料である。一部の機種に限り、機内で無償でWi-Fiサービスを提供している。
- Fly 'n' Ferry Service という、航空券と、港への送迎車、乗船券（パンガン島、サムイ島、タオ島方面）をセットにしたチケットを売っている[13]。
- Fly 'n' Ride Service という、航空券と長距離バス（ノーンカーイ、ムックダーハーンなど）をセットにしたチケットを売っている[13]。

### Nok Fan Club
ポイント加算によって特典が得られるサービスを提供している。

## 就航路線
2020年以降、新型コロナウイルス感染症の影響により、多くの定期便が運休、減便、経路変更となっている。
| 国     | 就航地 |
| ------ | --- |
| タイ   | 本拠地 : バンコク/ドンムアン 北部 : チェンマイ、チェンライ、メーソート、ナーン、ピッサヌローク 東北部 : ウボンラーチャターニー、ウドーンターニー、サコンナコーン 南部 : プーケット、ナコーンシータンマラート、ハートヤイ、スラートターニー、トラン、クラビ、チュンポーン |
| インド | ハイデラバード、ムンバイ |
| 中国   | 南寧、鄭州、南京 |

2024年11月現在

## 保有機材
| 機種              | 保有数 | 発注数 | 座席数 |
| ----------------- | ------ | ------ | ------ |
| ボーイング737-800 | 14     | -      | 1897   |

### 過去の保有機材
| 機種                             | 導入数 合計 | 導入期間  |
| -------------------------------- | ----------- | --------- |
| ATR72-201                        | 2           | 2009-2013 |
| ATR72-500                        | 2           | 2012-2019 |
| ボーイング737-400                | 14          | 2004-2013 |
| デ・ハビランド・カナダ DHC-8-400 | 8           | 2014-2023 |
| サーブ340B                       | 8           | 2010-2014 |

## 事故
- 2016年7月7日、ノックエア DD9704便（ボンバルディア DHC-8-400）がルーイ空港に着陸しようとした際、機体後部を滑走路に接地させる事故を起こし、負傷者が出ている[18]。